# Najee Harris
Najee Mzee Harris (geboren am 9. März 1998 in Martinez, Kalifornien) ist ein US-amerikanischer American-Football-Spieler auf der Position des Runningbacks. Er spielte College Football für die Alabama Crimson Tide. Im NFL Draft 2021 wurde Harris in der ersten Runde von den Pittsburgh Steelers ausgewählt. Seit 2025 spielt er für die Los Angeles Chargers.

## Highschool und College
Harris wurde im kalifornischen Martinez geboren. Er wuchs mit einem drogenabhängigen und gewalttätigen Vater auf und war zwischenzeitlich obdachlos. Nach zahlreichen Umzügen seiner Familie entlang der amerikanischen Westküste ging Harris auf die Highschool in Antioch, an der er Football spielte. Nachdem er dort in seinem ersten Jahr nur eine Reservistenrolle einnahm, erlief er in den folgenden drei Jahren 7783 Yards und galt in der Folge als eines der vielversprechendsten Highschool-Talente sowie als bester Runningback seines Jahrgangs. Er nahm am All-American Bowl teil und war einer von sechs Finalisten für die Wahl zum USA Today High School Football Player of the Year.
Ab 2017 ging er auf die University of Alabama, um College Football für die Alabama Crimson Tide zu spielen. Er wohnte dort mit Quarterback Tua Tagovailoa zusammen. Als Freshman erlief er in 10 Spielen 370 Yards und drei Touchdowns bei 61 Laufversuchen. Er stand mit Alabama im College Football Playoff National Championship Game gegen die Georgia Bulldogs, das sie nach einem 0:13-Rückstand zur Halbzeit in der Overtime gewannen. Harris erlief dabei in der zweiten Hälfte 64 Yards. Auch als Sophomore sah Harris nur begrenzte Einsatzzeit und kam bei 117 Läufen auf 783 Yards. Er spielte wiederum mit der Crimson Tide im Spiel um die nationale Meisterschaft, in dem er in diesem Jahr bei neun Laufversuchen 59 Yards Raumgewinn erzielte. Alabama verlor das Spiel mit 16:44 gegen die Clemson Tigers.
Nachdem mit Josh Jacobs und Najees Namensvetter Damien Harris die beiden bedeutendsten Runningbacks das Team zur Saison 2019 in Richtung der National Football League (NFL) verließen, wurde Najee Harris zum neuen Starter im Backfield der Crimson Tide. Er entwickelte sich zu einem der stärksten Spieler auf seiner Position und erzielte bei 209 Läufen 1224 Yards Raumgewinn und dreizehn Touchdowns. Außerdem fing er 27 Pässe für 304 Yards und sieben weitere Touchdowns. Harris entschied sich gegen eine vorzeitige Anmeldung für den NFL Draft und entschloss sich dazu, auch 2020 für die Crimson Tide zu spielen.
Im Spiel gegen die Arkansas Razorbacks am 12. Dezember 2020 erlief Harris seinen zweiundvierzigsten Touchdown für die Crimson Tide und wurde damit neuer Rekordhalter an seinem College. Zuvor hatten Mark Ingram Jr. und Derrick Henry jeweils 41 Rushing Touchdowns während ihrer College-Karriere für Alabama erzielt. Im SEC Championship Game gegen Florida fing Harris fünf Pässe für 67 Yards Raumgewinn, davon drei Touchdownpässe. Darüber hinaus erlief er 181 Yards und zwei weitere Touchdowns. Mit insgesamt fünf Touchdowns stellte er einen neuen Rekord für das Meisterschaftsspiel der SEC auf.
Harris gewann den Doak Walker Award als bester Runningback der College-Football-Saison und wurde zum Unanimous All-American gewählt.

## NFL
Harris wurde im NFL Draft 2021 an 24. Stelle von den Pittsburgh Steelers ausgewählt und war damit der am frühesten gewählte Runningback in diesem Jahr. Er ging nach dem Abgang von James Conner als Stammspieler in seine Rookiesaison. Bei seinem NFL-Debüt in Woche 1 gegen die Buffalo Bills erzielte Harris bei 16 Läufen 45 Yards Raumgewinn. Am fünften Spieltag erlief Harris gegen die Denver Broncos erstmals über 100 Yards. Harris kam in seiner ersten Saison auf 1200 Yards Raumgewinn im Laufspiel, Bestwert für einen Rookie der Steelers. Zudem erzielte er 467 Yards Raumgewinn im Passspiel, insgesamt gelangen ihm zehn Touchdowns. Harris kam mit 307 Laufversuchen und 74 gefangenen Pässen auf 381 Ballkontakte, mehr als jeder andere Spieler in dieser Saison, ausgenommen Quarterbacks. Ihm unterlief in 17 Spielen kein Fumble, pro Lauf erlief Harris 3,9 Yards. Als Ersatz für Joe Mixon wurde Harris in den Pro Bowl gewählt.
Zu Beginn der Saison 2022 laborierte Harris an zwei Fußverletzung und startete daher mit mäßigen Leistungen in die Spielzeit, letztlich schaffte er aber mit 1034 Rushing-Yards erneut die 1000-Yards-Marke und erlief wie in der Vorsaison sieben Touchdowns. Zudem fing er 41 Pässe für 229 Yards und drei Touchdowns. Da sich der als Undrafted Free Agent verpflichtete Rookie Jaylen Warren als Third-Down-Back etablierte, sah Harris etwas weniger Spielzeit als in seinem ersten NFL-Jahr.
Auch in den folgenden beiden Jahren gelangen Harris 1000-Yards-Saisons für die Steelers, womit er der einzige Spieler in der NFL war, dem dies in allen vier Jahren von 2021 bis 2024 gelang. Er verpasste in seiner Zeit in Pittsburgh kein Spiel und stand in 71 Spielen für die Steelers auf dem Feld. Dennoch lehnten die Steelers nach seiner dritten Saison seine Fifth-Year-Option ab, auch da sein Backup Warren oft bessere Leistungen zeigte und da Harris nur 3,9 Yards pro Lauf in seiner Zeit bei den Steelers verzeichnete. Nach der Saison 2024 lief sein Vertrag aus.
Im März 2025 unterschrieb Harris einen Einjahresvertrag im Wert von bis zu 9,25 Millionen US-Dollar bei den Los Angeles Chargers.

### NFL-Statistiken
| Saison                             | Team  | Spiele | Spiele | Rushing | Rushing | Rushing | Rushing | Rushing | Receiving | Receiving | Receiving | Receiving | Receiving | Fumbles | Fumbles |
| Saison                             | Team  | GP     | GS     | Att     | Yds     | Avg     | Lng     | TD      | Rec       | Yds       | Avg       | Lng       | TD        | Fum     | Lost    |
| ---------------------------------- | ----- | ------ | ------ | ------- | ------- | ------- | ------- | ------- | --------- | --------- | --------- | --------- | --------- | ------- | ------- |
| 2021                               | PIT   | 17     | 17     | 307     | 1200    | 3,9     | 37      | 7       | 74        | 467       | 6,3       | 25        | 3         | 0       | 0       |
| 2022                               | PIT   | 17     | 17     | 272     | 1034    | 3,8     | 36      | 7       | 41        | 229       | 5,6       | 19        | 3         | 3       | 2       |
| 2023                               | PIT   | 17     | 17     | 255     | 1035    | 4,1     | 25      | 8       | 29        | 170       | 5,9       | 32        | 0         | 2       | 1       |
| 2024                               | PIT   | 17     | 17     | 263     | 1043    | 4,0     | 36      | 6       | 36        | 283       | 7,9       | 32        | 0         | 0       | 0       |
| Total                              | Total | 68     | 68     | 1097    | 4312    | 3,9     | 37      | 28      | 180       | 1149      | 6,4       | 32        | 6         | 5       | 3       |
| Quelle: pro-football-reference.com |       |        |        |         |         |         |         |         |           |           |           |           |           |         |         |